# Frederic De Smet
Frederic De Smet (Eeklo, 6 juni 1993) is een Belgische danser. Hij werd bekend door zijn deelname aan en de winst van het vijfde seizoen van So You Think You Can Dance.

## Levensloop
De Smet begon op 14-jarige leeftijd met hiphoplessen bij dansschool S-pression in de buurt. Dansen was voor De Smet een grote hobby en groeide uit tot zijn passie. De Smet kwam er pas laat achter dat hij goed genoeg was om carrière te gaan maken in de dans, tot teleurstelling van zijn ouders die weinig interesse toonden in de passie van hun zoon. De ouders van De Smet kwamen nooit naar uitvoeringen of optredens van hun zoon, tot hij hen ervan kon overtuigen dat hij goed genoeg was als danser om er mogelijk van te kunnen leven.
De Smet volgde een opleiding boekhouding, maar stopte hier vroegtijdig mee wegens een gebrek aan interesse. De Smet wou in het cohort van 2012-2013 beginnen aan het kunsthumaniora in de richting van hedendaagse dans, maar door zijn deelname aan So You Think You Can Dance stelde hij dit tijdelijk uit.

## So You Think You Can Dance
In 2012 doet De Smet samen met zijn danspartner Nele Vandycke auditie. Ze weten samen door te gaan naar de bootcamp. Vandycke valt echter af, maar De Smet stoot door naar de liveshows en weet de show op 9 december 2012 te winnen. De Smet wint hiermee een geldbedrag van €25.000,- en een buitenlandse dansopleiding naar keuze.